# Оньина
Оньина, итал. Ognina — доисторическое поселение сиканов, затем сикулов. Существовало в бронзовом веке на полуострове Маддалена (к югу от Сиракуз) на юго-востоке Сицилии.
В Оньине найдена керамика, сходная с доисторической мальтийской периода Бордж ин-Надур (1500—725 гг. до н. э.).